# Daniel Juárez
Daniel Alejandro Juárez (San Salvador de Jujuy, 7 de febrero de 1975) es un exfutbolista y entrenador argentino. Jugaba como delantero. Actualmente dirige al Club Atlético Gimnasia y Esgrima de Jujuy que compite en la Liga Jujeña de Fútbol.

## Legado deportivo[1]
Su hermano es el exfutbolista y entrenador Óscar "Pájaro" Juárez. Destacado goleador del equipo colombiano Millonarios FC en la década de los años 80, siendo el undécimo goleador histórico del club con 78 goles.
Actualmente su hijo Daniel "Pajarito" Juárez juega para el Barracas Central.

## Clubes

### Como jugador
| Club                   | País       | Temporadas |
| ---------------------- | ---------- | ---------- |
| Gimnasia (J)           | Argentina  | 1996-2000  |
| Hucacán                | Argentina  | 2000-2001  |
| Gimnasia (J)           | Argentina  | 2001-2003  |
| Hucacán                | Argentina  | 2003-2004  |
| Gimnasia (J)           | Argentina  | 2004-2006  |
| Jorge Wilstermann      | Bolivia    | 2006-2008  |
| Alajuelense            | Costa Rica | 2008-2009  |
| Atlético Talleres      | Argentina  | 2009-2010  |
| Guaraní Antonio Franco | Argentina  | 2010-2012  |
| Sportivo Patria        | Argentina  | 2012       |
| Atlético Talleres      | Argentina  | 2013-2015  |
| Deportivo Tabacal      | Argentina  | 2015       |

### Como entrenador
| Club                   | País      | Año       |
| ---------------------- | --------- | --------- |
| Deportivo Tabacal      | Argentina | 2016      |
| Gimnasia y Tiro        | Argentina | 2017      |
| Guaraní Antonio Franco | Argentina | 2018      |
| Atlético Bermejo       | Bolivia   | 2019-2020 |
| Los Perales            | Argentina | 2021-2022 |
| Gimnasia (J)           | Argentina | 2023-Act. |

## Estadísticas como jugador
| Club                   | País                | Partidos | Goles | Promedio |
| ---------------------- | ------------------- | -------- | ----- | -------- |
| Gimnasia (J)           | Argentina           | 214      | 33    | 0.15     |
| Hucacán                | Argentina           | 53       | 5     | 0.09     |
| Jorge Wilstermann      | Bolivia             | 86       | 33    | 0.38     |
| Alajuelense            | Costa Rica          | 17       | 3     | 0.18     |
| Atlético Talleres      | Argentina           | 50       | 16    | 0.32     |
| Guaraní Antonio Franco | Argentina           | 52       | 20    | 0.38     |
| Sportivo Patria        | Argentina           | 13       | 5     | 0.38     |
| Deportivo Tabacal      | Argentina           | 24       | 8     | 0.33     |
| Total en su carrera    | Total en su carrera | 509      | 123   | 0.24     |

## Palmarés

### Como entrenador
| Título                                                      | Club             | País    | Año  |
| ----------------------------------------------------------- | ---------------- | ------- | ---- |
| Asociación Tarijeña de Fútbol (Tercera División de Bolivia) | Atlético Bermejo | Bolivia | 2019 |

## Distinciones individuales
- Cuarto jugador con más partidos disputados en Gimnasia (J), con 214 presencias.
- Séptimo goleador histórico de Gimnasia (J), con 33 goles.